# Joubiniteuthis
Joubiniteuthis is een geslacht van inktvissen uit de familie van de Joubiniteuthidae .

## Soort
- Joubiniteuthis portieri (Joubin, 1916)

### Nomen nudum
- Joubiniteuthis portieri (Joubin, 1912)